# Aganohypoganus
Aganohypoganus là một chi bọ cánh cứng trong họ 
Elateridae.
Chi này được Ôhira miêu tả khoa học năm 1966.

## Các loài
Chi này có các loài:
- Aganohypoganus mirabilis (Miwa, 1934)